# Davaadorjiin Tömörkhüleg
Davaadorjiin Tömörkhüleg (29 settembre 1990) è un judoka mongolo.

## Palmarès

### Mondiali
- 1 medaglia:
  - 1 bronzo (Astana 2015 a squadre)

### Giochi asiatici
- 1 medaglia:
  - 1 oro (Incheon 2014 nei -66 kg)

### Campionati asiatici
- 4 medaglie:
  - 1 oro (Bangkok 2013 nei -66 kg)
  - 1 argento (Abu Dhabi 2011 nei -60 kg)
  - 2 bronzi (Kuwait City 2015 nei -66 kg; Tashkent 2016 nei -66 kg)